# Meaza Ashenafi
Meaza Ashenafi (Asosa, 1964) è un'avvocata e attivista etiope, riconosciuta come un'"importante attivista per i diritti delle donne", fondatrice e direttrice dell'Ethiopian Women Lawyers Association (EWLA). Nel novembre 2018, è stata nominata presidente della Corte suprema federale dell'Etiopia dall'Assemblea parlamentare federale, la prima donna a ricoprire questo ruolo.

## Carriera
Meaza Ashenafi è stata giudice della Corte Suprema dell'Etiopia tra il 1989 e il 1992. Nel 1993 è stata nominata dalla Commissione di Costituzione etiopica come consulente legale. Nel 1995, Meaza ha fondato la Ethiopian Women Lawyers Association (EWLA) e ne è divenuta la direttrice esecutiva. Attraverso i suoi contatti legali e insieme al suo gruppo di circa 45 avvocati laureati che lavoravano per questo dal 2002, fu determinante nella campagna per i diritti delle donne in Etiopia.
Ha anche ricoperto una posizione all'interno della Commissione economica per l'Africa delle Nazioni Unite. Ha inoltre aiutato a guidare lo sviluppo della prima banca femminile in Etiopia, Enat Bank, fondata nel 2011 e il cui consiglio di amministrazione presiede dal 2016.

## Posizioni politiche
In un discorso del 2009, Meaza parlava apertamente degli stereotipi che le donne affrontano nella società etiope, accusando i proverbi amarici per il modo in cui le donne vengono percepite, ritraendole per lo più delicate e deboli, sostenendo che il posto di una donna è solo ai doveri domestici e che le donne in generale mancano di buon senso e sono irresponsabili.
Altri proverbi amarici ai quale Meaza allude sono quello sul fatto che una donna non può incutere fiducia e che anche se una donna è intelligente, solo un uomo può essere pratico per applicare la conoscenza, suggerendo i ruoli di genere nella società urbana etiope, specialmente ad Addis Abeba. Un altro proverbio a cui allude è sulle caratteristiche emotive, parla del coraggio di una donna tanto inutile quanto un timido prete o un asino cieco.

## Riconoscimenti
Meaza Ashenafi ha ricevuto numerosi premi per la filantropia e la leadership, incluso il Premio alla leadership africana; è una componente attiva di diverse organizzazioni di difesa dei diritti delle donne. Nel 2003, è stata una delle vincitrici del premio Hunger Project vincendo il Grassroots Ethiopian Women of Substance Africa Prize. Due anni dopo, è stata nominata per il Nobel per la pace. Il suo caso legale più famoso è stato trasformato nel 2014 nel film etiope Difret , promosso da Angelina Jolie come produttrice esecutiva che ha vinto il World Cinematic Dramatic Audience Award al Sundance Film Festival del 2014.